# Washington (schip, 1864)
De Washington was een schip van Transat.
In 1861 werden er twee nieuwe schepen besteld door Transat. Ze moesten de namen Washington en Lafayette krijgen. Op 17 juni 1863 kon het eerste schip te water gelaten worden. Het werd Washington gedoopt, naar het land dat (vooral de derdeklassereizigers) gelukkig zou maken. Bij de proefvaarten bleek het een zeer snel schip te zijn; het liep bijna even snel als de Persia van Cunard. Maar als je binnenin keek, dan zag je dat het schip veel meer was dan een snel schip. Het waren de prachtige interieurs en de onovertroffen maaltijden die Transats grootste troef waren.

## Trans-Atlantisch
Op 26 oktober 1864 kwam het schip in aanvaring met een Nederlands zeilschip en ten gevolge van de opgelopen averij moest het schip de haven van Cherbourg aandoen in plaats van Le Havre. In het jaar 1868 werd de Washington helemaal vernieuwd. Het schip werd naar de werf van Robert Napier in Glasgow gezonden, en daar werden de schepraderen en de machines vervangen. Het schip kreeg twee nieuwe schroeven en twee nieuwe tweecilinderstoommachines. Er werd tevens een andere brug geïnstalleerd en er werd een mast bijgeplaatst. Het uitzicht van het schip was drastisch veranderd door de veranderingen. Het schip was nu ook sneller geworden en verbruikte minder kolen.

## West-Indië
De CGT zette het schip nu in tussen St. Nazaire en West-Indië. In oktober 1871 werd het schip opnieuw ingelegd op de Trans-Atlantische route omdat het zusterschip, de Lafayette door brand beschadigd was. In de winter van 1872-1873 werden de machines voor de derde keer vernieuwd. De snelheid werd verlaagd naar 11 knopen, maar het schip was nu veel economischer.

## Panama
In 1883 werd het schip weer verbouwd. In 1888 werd de Washington ingezet op de route St. Nazaire-Colón. Tevens werd het schip uitgerust met elektrisch licht. Een paar jaar later liet iemand eens een klep openstaan en het schip maakte water. Gelukkig kon het schip nog gered worden. Eind 1896 kreeg het schip de stoomketels van de Lafayette ingebouwd. Toen het schip in februari 1899 een aanvaring kreeg met een draaibrug, werd besloten om het schip te verkopen. In december werd het schip voor 320.000 Franse franken verkocht aan slopers in Marseille en nog voor het millennium echt begon, was de Washington tot schroot verwerkt.